# Руд Гелс
Руд Гелс (нід. Ruud Geels, Geertruida Maria Geels; 28 липня 1948 Гарлем — 18 листопада 2023) — нідерландський футболіст, що грав на позиції нападника. Один з найрезультативніших нідерландських форвардів усіх часів. Переможець Кубка чемпіонів і Суперкубка Європи. Володар «Срібного бутса» (1975) і двох «Бронзових бутс» (1977, 1978), нагород для кращих бомбардирів національних чемпіонатів європейських країн за версією журналу «Франс футбол».

## Клубна кар'єра
Народився  28 липня 1948 року в місті Гарлем. Вихованець юнацьких команд футбольних клубів ДСС та «Онзе Гезеллен».
У дорослому футболі дебютував 1965 року виступами за команду клубу «Телстар», в якій провів один сезон, взявши участь лише у 8 матчах чемпіонату.
Своєю грою за цю команду привернув увагу представників тренерського штабу клубу «Феєнорд», до складу якого приєднався 1966 року. Відіграв за команду з Роттердама наступні чотири сезони своєї ігрової кар'єри. Більшість часу, проведеного у складі «Феєнорда», був основним гравцем атакувальної ланки команди. У складі «Феєнорду» був одним з головних бомбардирів команди, маючи середню результативність на рівні 0,52 гола за гру першості. За цей час виборов титул чемпіона Нідерландів, ставав володарем Кубка чемпіонів УЄФА.
Згодом з 1970 по 1974 рік грав у складі команд клубів «Гоу Ехед Іглз» та «Брюгге». З останньою командою додав до переліку своїх трофеїв титул чемпіона Бельгії.
1974 року повернувся на батьківщину, уклавши контракт з «Аяксом», у складі якого провів наступні чотири роки своєї кар'єри гравця. Граючи у складі «Аякса», також здебільшого виходив на поле в основному складі команди. В новому клубі був найкращим голеадором, у середньому відзначаючись забитим голом майже у кожній грі чемпіонату. За цей час додав до переліку своїх трофеїв ще один титул чемпіона Нідерландів. Протягом виступів за «Аякс» незмінно, чотири рази поспіль, виходив переможцем у суперечці найкращих бомбардирів нідерландської футбольної першості.
Протягом 1978—1982 років захищав кольори клубів «Андерлехт», «Спарта» та ПСВ. В сезоні 1980–81 забив за «Спарту» в чемпіонаті 22 голи, ставши уп'яте у своїй кар'єрі найкращим голеодором Ередивізі. Це бомбардирське досягнення Гелса залишається неперевершеним.
Завершив професійну ігрову кар'єру у клубі «НАК Бреда», за команду якого виступав протягом 1982—1984 років. Загалом протягом 1965—1983 років Гелс забив 265 голів у найвищому дивізіоні нідерландської футбольної першості, що виводить його на друге місце в переліку найкращих бомбардирів в історії чемпіонату Нідерландів.

## Виступи за збірну
1974 року дебютував в офіційних матчах у складі національної збірної Нідерландів. Протягом кар'єри у національній команді, яка тривала 8 років, провів у формі головної команди країни лише 20 матчів, забивши 11 голів.
У складі збірної був учасником чемпіонату світу 1974 року у ФРН, де разом з командою здобув «срібло», а також чемпіонату Європи 1976 року в Італії, де команда з Нідерландів здобула бронзові нагороди.

## Титули і досягнення

### Командні
- Чемпіон Нідерландів (2):

«Феєнорд»: 1968–69
«Аякс»: 1976–77
- Володар Кубка Нідерландів (1):

«Феєнорд»: 1969–70
- Чемпіон Бельгії (1):

«Брюгге» : 1972–73
- Володар Кубка чемпіонів УЄФА (1):

«Феєнорд»: 1969–70
- Володар Суперкубка Європи (1):

«Андерлехт»: 1978
- Віце-чемпіон світу: 1974

### Особисті
- Найкращий бомбардир Кубка УЄФА (1):

1975–76
- Найкращий бомбардир чемпіонату Нідерландів (5):

1974–75, 1975–76, 1976–77, 1977–78, 1980–81
- 2-е місце у списку найкращих бомбардирів в історії чемпіонату Нідерландів.

## Статистика
Статистика клубних виступів:
| Команда         | Чемпіонат | Чемпіонат | Кубок чемпіонів | Кубок чемпіонів | Кубок кубків | Кубок кубків | Кубок УЄФА | Кубок УЄФА | Суперкубок Європи | Суперкубок Європи | Всього | Всього |
| Команда         | І         | Г         | І               | Г               | І            | Г            | І          | Г          | І                 | Г                 | І      | Г      |
| --------------- | --------- | --------- | --------------- | --------------- | ------------ | ------------ | ---------- | ---------- | ----------------- | ----------------- | ------ | ------ |
| «Телстар»       | 8         | 5         | —               | —               | —            | —            | —          | —          | —                 | —                 | 8      | 5      |
| «Феєнорд»       | 89        | 46        | 4               | 6               | —            | —            | 1          | 0          | —                 | —                 | 94     | 52     |
| «Гоу Ехед Іглз» | 62        | 35        | —               | —               | —            | —            | —          | —          | —                 | —                 | 62     | 35     |
| «Брюгге»        | 53        | 28        | 4               | 0               | —            | —            | 4          | 2          | —                 | —                 | 61     | 30     |
| «Аякс»          | 131       | 123       | 6               | 3               | —            | —            | 13         | 12         | —                 | —                 | 150    | 138    |
| «Андерлехт»     | 28        | 25        | —               | —               | 2            | 0            | —          | —          | 2                 | 0                 | 32     | 25     |
| «Спарта»        | 48        | 35        | —               | —               | —            | —            | —          | —          | —                 | —                 | 48     | 35     |
| ПСВ             | 32        | 15        | —               | —               | —            | —            | 4          | 3          | —                 | —                 | 36     | 18     |
| «НАК Бреда»     | 22        | 6         | —               | —               | —            | —            | —          | —          | —                 | —                 | 22     | 6      |
| Всього          | 473       | 318       | 14              | 9               | 2            | 0            | 22         | 17         | 2                 | 0                 | 513    | 344    |